# Transdução de sinal de insulina

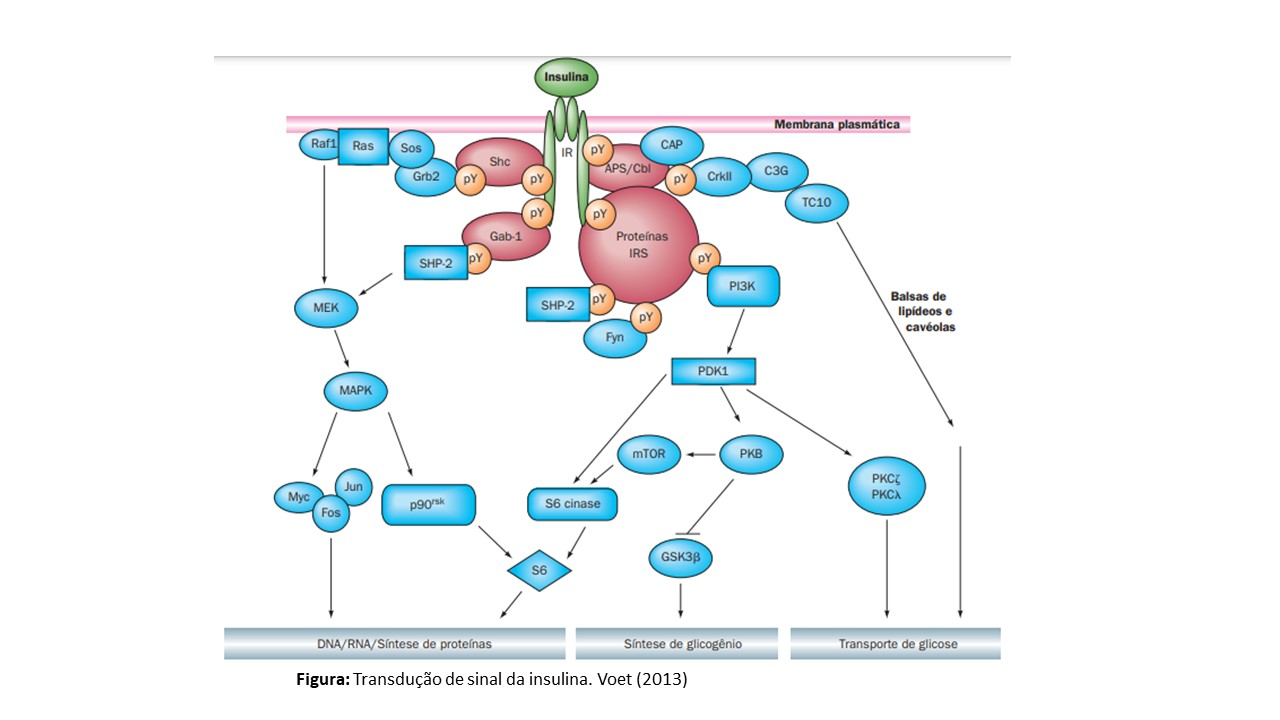
Transdução de sinal de insulina.

A insulina desempenha suas funções através da transdução de sinal nos tecidos responsivos, como fígado, músculos esqueléticos e tecido adiposo, com importante função na homeostase da glicose. Essa via é composta por uma série de sinalizações em cascata de fosforilação e desfosforilação, gerando interações com muitos componentes que interagem com componentes de outras vias de sinalização. A função dessa via é estimular o transporte de nutrientes, como glicose, aminoácidos, e ácidos graxos da corrente sanguínea para os tecidos, bem como promover a conversão e armazenamento desses nutrientes em moléculas, como glicogênio, proteínas e lipídeos. A desregulação dessa via, ou seja, a falha de captação de nutrientes ou armazenamento de forma adequada, resulta em desordens metabólicas, incluindo Diabetes Mellitus, que afeta 10,5% da população no mundo. Diabetes tipo I é caracterizada pela falha na síntese de insulina, está presente em ~10% dos pacientes diabéticos. Diabetes tipo II afeta ~90% da população com diabetes, nessa forma, os tecidos alvos se tornam resistentes aos efeitos da insulina, essa falha ocorre quando a sinalização da insulina está prejudicada.

## Via de transdução
Em resposta a um estímulo, após alimentação onde os níveis de glicose aumentam ou quando os níveis de glicose caem pela ação do glucagon, a insulina se liga ao seu receptor transmembrana de tirosina quinase (IR), que consiste em duas subunidades de ligação α e β ligadas por ponte dissulfeto. Essa ligação induz sua autofosforilação em resíduos de tirosina (Tyr) e fosfofrila Tyr em suas proteínas alvo.  A insulina se liga as subunidades extracelulares do domínio α e ativa domínios intracelulares da subunidade β. A subunidade β do IR induz a fosfoforilação de diferentes proteínas, incluindo o adaptador Shc, Gab1, uma família de grandes proteínas de ancoragem denominada IRS (substrato do receptor de insulina) e o complexo APS/Cbl. A fosforilação das proteínas Shc e Gab1 resulta na estimulação de proteínas cinases MAPK que regula a expressão de genes envolvidos no crescimento celular e diferenciação. Enquanto as proteínas IRS ativam principalmente PI3K-AKT.  PI3K é uma família de Fosfatinosídeo cinases que regulam diversos eventos celulares. A ativação de PI3K recruta AKT para a membrana onde é fosforilado e recruta um subconjunto de proteínas, incluindo PDK1, PKB, complexo de rampimicina- MTORC2, PKCA. A ativação dessa via resulta no estímulo de diferentes processos metabólicos incluindo a síntese de glicogênio, transporte de glicose, levando ao deslocamento do transportador de glicose GLUT4 para a superfície celular, dessa forma, aumentando a taxa de transporte de glicose intracelular, além do crescimento e diferenciação celular. A ativação do complexo APS/Cbl resulta na estimulação da proteína TC10 e induz a regulação do transporte de glicose independente de PI3K envolvendo balsas de lipídeos e cavéolas.